# For the Sake of Revenge
For the Sake of Revenge je druhé koncertní album finské power metalové kapely Sonata Arctica vydané 31. března 2006. Album bylo nahráno 5. února 2005 na koncertu v hale Shibuya-AX v Tokiu a vyšlo v CD a DVD podobě.

## Seznam skladeb

### CD
1. Prelude for Reckoning
2. Misplaced
3. Blinded no More
4. Fullmoon
5. Victoria's Secret
6. Broken
7. 8th Commandement
8. Shamandalie
9. Kingdom for a Heart
10. Replica
11. My Land
12. Black Sheep
13. Gravenimage
14. Don't Say a Word
15. The Cage
16. Vodka / Hava nagila

### DVD
1. Prelude for Reckoning (instrumentální verze)
2. Misplaced
3. Blinded No More
4. Fullmoon
5. Victoria's Secret
6. Broken
7. 8th Commandment
8. Shamandalie
9. Kingdom for a Heart
10. Replica
11. My Land
12. Black Sheep
13. Sing in Silence
14. The End of This Keyboard
15. San Sebastian
16. Gravenimage
17. Don't Say a Word
18. The Cage
19. Vodka / Hava nagila
20. Draw Me (outro)

## Obsazení
- Tony Kakko – zpěv
- Jani Liimatainen – kytara
- Marko Paasikoski – baskytara
- Henrik Klingenberg – klávesy
- Tommy Portimo – bicí